# 息子のまなざし
『息子のまなざし』（Le Fils）は、2003年公開のベルギー・フランス映画。過去に息子を殺された男がその加害者である少年と偶然再会し、表向き平静を装いながら先生と生徒として過ごすが、少年が過去の罪を打ち明けた時男は許すことができるのかを問いかける映画。
キャッチコピーは、「人を受け入れることから、愛が生まれる。」

## あらすじ
職業訓練所で働くオリヴィエは、自身が受け持つ木工クラスにある日一人の少年フランシスが新しく入ってくる。フランシスの顔にハッとしたオリヴィエは仕事を終えた後、離婚した元妻に会って「“あの少年”が訓練所の生徒としてやって来た」と話す。5年前オリヴィエと元妻は、まだ子供だったフランシスに幼い息子を殺されており、少年院を出た彼は指導員が被害者の父親とは知らずに訓練所に訪れたのだった。
オリヴィエは元妻の「彼に関わらない方がいい」との意見も聞かず、訓練所で他の少年たちと同じく彼にも木工技術を教え始める。フランシスが息子を殺した状況や動機を知りたくなるオリヴィエだが、とりあえず作業の様子や帰りに一緒に食事をするなどして彼の現在の様子をうかがう。フランシスに事件当時の話をそれとなく聞くことを決めたオリヴィエは、「木の種類を覚えるための勉強」と称して車で2人きりで製材所に材木を買いに行くことに。
翌日その車中フランシスの方から数年前に盗みなどをして少年院に入ったことを打ち明けた後、オリヴィエに後見人になってくれるよう持ちかける。これに乗じてオリヴィエは盗みの話を詳しく聞くと、フランシスは「車からカーラジオを盗もうとしたら後部座席にいた子供に見つかり、もみ合ってる内に殺してしまった」と告白する。
オリヴィエは息子が殺された当時の話にショックを受けながらも、製材所に着いた後フランシスと必要な材木の長さを計測して持ち帰る作業に取り掛かる。しかしオリヴィエが「お前が殺したのは俺の息子だ」と真実を告げた途端、フランシスが高く積まれた材木置き場に身を隠してしまう。材木の上に登ったフランシスは棒きれをオリヴィエに投げつけて抵抗するが、その後興奮状態で少年を捕まえたオリヴィエは彼の上にまたがり首に両手をかける。

## 登場人物
オリヴィエ
演 - オリヴィエ・グルメ
職業訓練所の木工クラス担当の指導員で、生徒たちから先生と呼ばれている。木工技術を教えるのが好きで現在の仕事に就いた。あまり感情を表に出すことがなくいつもぶっきらぼうなものの言い方をしている。自宅のイスを使って腹筋を鍛えるのが日課。仕事柄5m程度までの距離なら目視で長さを言い当てることができる。心の中では過去に息子を殺してしまったフランシスに怒りの感情を抱きながらも表向きはただの先生と生徒として交流をする。自宅から車で数時間離れた場所で製材所を営む弟がおり、作中で訪れる。
フランシス
演 - モルガン・マリンヌ
16歳。日本で言う小学校高学年の頃に窃盗と殺人の罪で捕まり、5年間の少年院暮らしを経て出所した後訓練所の木工クラスで技術を学び始める。父親は蒸発したらしく母親の恋人に嫌われているとのことで、最近は母親とも会っていない。テーブル・サッカーが得意。本人によると「5年前に(オリヴィエの)車からカーラジオを盗もうとして車に乗り込み彼の子供が後部座席にいたことに気づいて逃げようとしたが、服を捕まれてもみ合っている内に首を締めて死なせてしまった」とのこと。訓練所で出会ったオリヴィエを被害者の父とは知らないまま、指導員として関係を築き信頼し始める。
マガリ
演 - イザベラ・スパール 、日本語吹替 - 水落幸子
オリヴィエの元妻。ガソリンスタンドに併設された雑貨店でガソリン代の受け取りや雑貨を販売している。現在は新たなパートナーと再婚する予定で相手の子供を妊娠中。普段は穏やかな性格だが、心の中には5年前に息子を殺された哀しみと怒りを秘めている。再婚話を伝えるためオリヴィエと久しぶりに会った後、彼から加害者の少年が訓練所に来たことを知って激しく動揺する。
オリヴィエの生徒
演 - フィリポ（レミー・ルノー）、オマール（ナッシム・ハッサイーニ）、ラウル（クヴァン・ルロワ）、スティーヴ（フェリシャン・ピッツェール）
訓練所の木工クラスの生徒たち。オリヴィエから指導を受けながら箱や窓枠などの木工製作の技術を学んでいる。また、3mぐらいの材木を担いではしごを上るコツなども教わる。
職業訓練所所長
演 - アネット・クロッセ
女性所長。木工クラスや溶接クラスなどの技術を教える訓練学校で、生徒は日本で言う高校生ぐらいの少年たち。事務所で入所希望者の応対の他、諸々の事務作業をしている。冒頭で「新しく木工クラスに入りたいとやって来た少年(フランシス)がいる」とオリヴィエに伝える。
リノ
演 - ファビアン・マルネット
訓練所の溶接クラスの指導員。木工クラスが人員オーバーでオリヴィエに断られてフランシスが溶接クラスに入ってくる。しかし、フランシスがあまり溶接に向いていなさそうなことを感じ彼の処遇について所長と相談する。
ダニー
演 - ジミー・ドゥルーフ
訓練所のオリヴィエの元教え子らしき若者。現在は自営業とは別の場所で働いているがある日母親に仕事を無断欠勤させられ、連絡を受けたオリヴィエが様子を見に来る。
ダニーの母
演 - アンヌ・ジェラール
自営業をしている。何かの病気で入院したことがある。息子を無断欠勤させて自身の店で働かせていた所やってきたオリヴィエと口論となる。

## スタッフ
- 監督 - ジャン＝ピエール・ダルデンヌ、リュック・ダルデンヌ（ジャン＝ピエール&リュック・ダルデンヌ）
- 脚本	ジャン＝ピエール・ダルデンヌ、リュック・ダルデンヌ
- 製作	ジャン＝ピエール・ダルデンヌ、リュック・ダルデンヌ、デニス・フレイド
- 撮影 - アラン・マルクーン
- 美術 - イゴール・ガブリエル
- 編集 - マリー・エレーヌ・ドゾ
- 衣装デザイン - モニク・パレール
- 字幕 - 寺尾次郎